# Adelobotrys
Adelobotrys là chi thực vật có hoa trong họ Mua.